# Odecla
Odecla is een plaats (frazione) in de Italiaanse gemeente Malonno.